# مازیم‌اوستو
مازیم‌اوستو (به لاتین: Mazımüstü، به آواری: Мазумтала) یک منطقه مسکونی در جمهوری آذربایجان است که در شهرستان بالاکن واقع شده است.